# Nikolai Wladimirowitsch Adlerberg

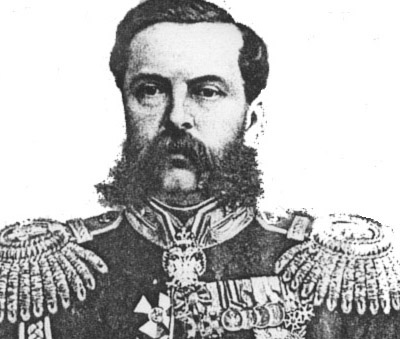
Nikolai Adlerberg

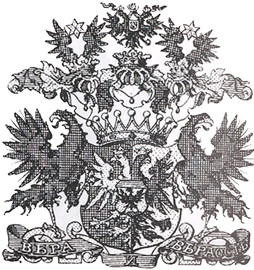
Familienwappen von Adlerberg

Nikolai Wladimirowitsch Adlerberg (russisch Николай Владимирович Адлерберг; * 19. Mai 1819 in Sankt Petersburg; † 25. Dezember 1892 in München) war ein Graf, Staatsrat, Hofkammerherr, Gouverneur von Taganrog, Simferopol und Verwalter von Finnland.

## Leben
Nikolai Adlerberg war Angehöriger der schwedischen Adelsfamilie von Adlerberg. Sein Vater, Wladimir Fjodorowitsch Adlerberg, hatte Freundschaftsbeziehungen zum Zaren Nikolai I., von 1852 bis 1870 war er Präsident des Russischen Kaiserlichen Postamtes, und führte die ersten russischen Briefmarken ein.
Nikolai Adlerberg absolvierte die Pagen-Schule und nahm am Russisch-Kaukasischen Krieg und am Krieg in Ungarn teil. 1845 bereiste er Griechenland, Ägypten und Palästina, was er in seinem Buch “Von Rom bis zu Jerusalem”  («Из Рима в Иерусалим») (1853) beschrieben hat. 1852 kündigte Adlerberg sein Amt, und wurde ein Jahr später zum Gouverneur der südrussischen Stadt Taganrog ernannt, sollte allerdings im Frühling 1854 seine Dienststelle angesichts des sich anbahnenden Krimkrieges an General Georgi Tolstoi übergeben.
1855 heiratete er Amalie von Lerchenfeld (1808–1888) geb. Stargard, die 1823 vom Großherzog von Hessen-Darmstadt zu „von Sternfeld“ erhoben worden war. Amalie war in ihrer ersten, verwitweten Ehe verheiratet mit Paul Alexander von Krüdener. Ihr Porträt hängt in der Schönheitengalerie im Schloss Nymphenburg.
Adlerberg diente als Bürgermeister von Simferopol, später als Verwalter des Gouvernements zu Tauria (Tawritscheskaja Gubernija), und endlich, 1866 bis 1881, als Generalgouverneur von Finnland. Als großer Theaterfreund ließ er 1868 in Helsinki ein russisches Theater errichten, welches 1879 nach dem Zaren Alexander I. Alexandertheater genannt wurde.